# Tubiluchidae
Tubiluchidae är en familj av djur. Tubiluchidae ingår i fylumet snabelsäckmaskar och riket djur.
Familjen innehåller bara släktet Tubiluchus. Tubiluchidae är enda familjen i fylumet Priapulida.